# Giedrius Titenis
Giedrius Titenis (Anykščiai, Lituania, 21 de julio de 1989) es un nadador olímpico lituano especializado en pruebas de estilo braza larga distancia, donde consiguió ser medallista de bronce mundial en 2009 en los 200 metros.
Ha participado en cuatro Juegos Olímpicos consecutivos: Pekín 2008, Londres 2012, Río de Janeiro 2016 y Tokio 2020.
Fue el abanderado de Lituania en los Juegos de Tokio 2020 junto a la luchadura de judo Sandra Jablonskyte.

## Carrera deportiva
En el Campeonato Mundial de Natación de 2009 celebrado en Roma ganó la medalla de bronce en los 200 metros estilo braza, con un tiempo de 2:07.80 segundos, tras el húngaro Dániel Gyurta (oro con 2:07.64 segundos) y el estadounidense Eric Shanteau.
Consiguió tres medallas durante el Campeonato Europeo de Natación de 2014 y una en el de campeonato de 2016.

## Palmarés internacional
| Campeonato Europeo de Natación                  | Campeonato Europeo de Natación | Campeonato Europeo de Natación | Campeonato Europeo de Natación |
| Año                                             | Lugar                          | Medalla                        | Prueba                         |
| ----------------------------------------------- | ------------------------------ | ------------------------------ | ------------------------------ |
| 2014                                            | Berlín ( Alemania)             | Medalla de plata               | 50 m braza                     |
| 2014                                            | Berlín ( Alemania)             | Medalla de bronce              | 100 m braza                    |
| 2014                                            | Berlín ( Alemania)             | Medalla de bronce              | 200 m braza                    |
| 2016                                            | Glasgow ( Escocia)             | Medalla de bronce              | 100 m braza                    |
| Campeonato Europeo de Natación en Piscina Corta |                                |                                |                                |
| 2015                                            | Netanya ( Israel)              | Medalla de bronce              | 100 m braza                    |
| Campeonato Mundial de Natación                  |                                |                                |                                |
| 2009                                            | Roma ( Italia)                 | Medalla de bronce              | 200 m braza                    |